# Choriszky
Choriszky (ukr. Хорішки) – wieś na Ukrainie, w obwodzie połtawskim, w rejonie krzemieńczuckim, w hromadzie Kozelszczyna. W 2001 liczyła 848 mieszkańców.

## Urodzeni
- Antonin (Granowski) - biskup prawosławny.